# Tornillo (Texas)
Tornillo es un lugar designado por el censo ubicado en el condado de El Paso en el estado estadounidense de Texas. En el Censo de 2010 tenía una población de 1568 habitantes y una densidad poblacional de 173,32 personas por km².

## Geografía
Tornillo se encuentra ubicado en las coordenadas 31°26′12″N 106°6′12″O / 31.43667, -106.10333. Según la Oficina del Censo de los Estados Unidos, Tornillo tiene una superficie total de 9.05 km², de la cual 9.05 km² corresponden a tierra firme y 0 km² (0 %) es agua.

## Demografía
Según el censo de 2010, había 1568 personas residiendo en Tornillo. La densidad de población era de 173,32 hab./km². De los 1568 habitantes, Tornillo estaba compuesto por el 83.55 % blancos, el 0.19 % eran afroamericanos, el 0.13 % eran amerindios, el 0.13 % eran asiáticos, el 0 % eran isleños del Pacífico, el 15.5 % eran de otras razas y el 0.51 % pertenecían a dos o más razas. Del total de la población el 98.66 % eran hispanos o latinos de cualquier raza.